# Guraidhoo (Thaa)
Guraidhoo är en ö i Kolhumaduluatollen i Maldiverna.  Den ligger i administrativa atollen Thaa atoll, i den centrala delen av landet, 205 km söder om huvudstaden Malé.